# Bobby Riggs
Robert Larimore Riggs (Los Angeles, 25 februari 1918 - Leucadia (Californië), 25 oktober 1995), beter bekend als Bobby Riggs, was een Amerikaanse tennisser. In de jaren '30 en '40 behoorde hij tot de beste tennissers ter wereld. Hij is echter vooral beroemd door de wedstrijden die hij in 1973 op 55-jarige leeftijd tegen twee van de beste tennissters ter wereld speelde.

## Sportieve loopbaan
Riggs werd geboren in Los Angeles in Californië. Omdat hij klein van postuur was, had hij niet dezelfde kracht als opponenten als Don Budge en Jack Kramer. Om hen te verslaan moest hij het hebben van zijn spelinzicht en snelheid. Hij stond bekend als een strateeg en tacticus, die zijn tegenstanders buiten positie bracht en scoorde met het beste drop shot (zowel forehand als backhand) en met de beste lob van zijn tijd.
Riggs was lid van het Amerikaanse team dat de Davis Cup won in 1938. In het daarop volgende jaar was hij de verliezend finalist van de French Open, maar won hij de titels voor het enkelspel, dubbelspel en gemengd dubbel van Wimbledon. Hij won ook de US Open. Door deze resultaten voerde hij in 1939 de wereldranglijst aan.
Samen met Alice Marble, met wie hij het gemengde dubbel van Wimbledon won, won hij in 1940 ook de US Open. In 1941 won hij voor de tweede keer het herenenkelspel op de US Open, waarna hij professional werd. Als professional won hij de Professional Tennis Championships in 1946, 1947 en 1949. Riggs stopte daarna met professioneel tennis, maar trad nog enige tijd op als promotor van het professionele tennis.

## Mediaster
Riggs stond tijdens zijn pensioen bekend als tennis-sjacheraar. Hij verdiende zijn geld met weddenschappen op wedstrijden tegen schijnbaar betere spelers. Om nieuwe tegenstanders over te halen om tegen hem te spelen gaf hij zichzelf een handicap door bijvoorbeeld met een koekenpan te spelen in plaats van een racket. Over het algemeen won Riggs zijn weddenschappen, hoe vreemd de handicap ook was.
Riggs begreep goed hoe hij zichzelf en zijn sport moest verkopen. Zijn grootste prestatie in dat opzicht leverde hij in 1973. Hoewel hij 55 jaar oud was daagde hij Margaret Smith-Court uit, een van 's werelds beste speelsters. Hij beweerde dat het vrouwentennis inferieur was en dat een toptennisster hem zelfs op 55-jarige leeftijd niet zou kunnen verslaan. Smith Court, een moeder van drie kinderen die op dat moment nog herstellende was van een blessure, nam de uitdaging aan. Op Moederdag 13 mei 1973 versloeg Riggs haar in Ramona, Californië. Riggs verraste Court Smith door haar uit te putten met dropshots en lobs. Met zijn duidelijk overwinning (6-2, 6-1) haalde Riggs de cover van zowel Sports Illustrated als Time magazine.
Nu Riggs zoveel aandacht had, daagde Riggs alle tennissters uit. Billie Jean King, die in 1972 Roland Garros, Wimbledon en de US Open had gewonnen, accepteerde een lucratief financieel aanbod. Vervolgens ontspon zich een mediastrijd waarin Riggs enthousiast de rol van seksistische macho speelde. Op 20 september werd de wedstrijd, die de Battle of the sexes werd genoemd, live uitgezonden op televisie. King werd op een troon de arena in Houston, Texas ingedragen, terwijl Riggs plaatsnam in een Riksja, die werd getrokken door schaars geklede vrouwen. King had geleerd van de nederlaag van Margaret Court en was voorbereid op de stijl van Riggs. Zij versloeg hem met 6-4, 6-3, 6-3.
De wedstrijden zorgden voor een grotere populariteit van het tennis, in het bijzonder het vrouwentennis. Op 67-jarige leeftijd ging Riggs op herhaling toen hij samen met Vitas Gerulaitis opnieuw een wedstrijd organiseerde. Zij verloren het dubbelspel tegen Martina Navrátilová en Pam Shriver en met de aandacht was het weer snel gedaan.
Als veteraan won Riggs in de jaren 60 en 70 verschillende nationale titels in verschillende leeftijdscategorieën. Bobby Riggs stierf aan kanker in 1995 in Leucadia, Californië.
Bobby Riggs werd in 1967 ingewijd in de Tennis Hall of Fame.

## Prestatietabel
| Legenda | Legenda                          |
| ------- | -------------------------------- |
| g.t.    | geen toernooi gehouden           |
| l.c.    | lagere categorie                 |
| –       | niet deelgenomen                 |
| G       | uitgeschakeld in de groepsfase   |
| 1R      | uitgeschakeld in de eerste ronde |
| 2R      | uitgeschakeld in de tweede ronde |
| 3R      | uitgeschakeld in de derde ronde  |
| 4R      | uitgeschakeld in de vierde ronde |
| KF      | uitgeschakeld in de kwartfinale  |
| HF      | uitgeschakeld in de halve finale |
| F       | de finale verloren               |
| W       | het toernooi gewonnen            |
| w-v     | winst/verlies-balans             |

### Prestatietabel grand slam, enkelspel
| Toernooi        | 1936 | 1937 | 1938 | 1939 | 1940 | 1941 |
| --------------- | ---- | ---- | ---- | ---- | ---- | ---- |
| Australian Open | –    | –    | –    | –    | –    | –    |
| Roland Garros   | –    | –    | –    | F    | –    | –    |
| Wimbledon       | –    | –    | –    | W    | –    | –    |
| US Open         | 4R   | HF   | 4R   | W    | F    | W    |